# Ártánd
Ártánd là một thị trấn thuộc hạt Hajdú-Bihar, Hungary. Thị trấn này có diện tích 19,82 km², dân số năm 2010 là 523 người, mật độ 26 người/km².